# سانتوس جارثيا لاراجيتا
سانتوس أوغوستين غارسيا لاراغويتا (قالب:إيزوردياغا، 17 أغسطس 1925 - قالب:بامبلونا، 14 سبتمبر 2004) كان عالم مخطوطات، علم التوقيت، دبلوماسي، أمين الأرشيف ومؤرخ إسباني، بالإضافة إلى كونه أستاذًا في التاريخ وعلم المخطوطات والدبلوماسية. ووفقًا لبعض الباحثات، «كان متخصصًا كبيرًا في تاريخ الفرسان العسكريين في سانت جون من القدس وفرسان الهيكل فيما يتعلق بنافيّارا، بالإضافة إلى تقديمه مساهمات هامة في مجالات علم المخطوطات، وعلم التوقيت، والدبلوماسية في العصور الوسطى في أستورياس ونافارا.» كما كان أيضًا «عضوًا في اللجنة الدولية للدبلوماسية (قسم من اللجنة الدولية للعلوم التاريخية)».

## السيرة الذاتية
وُلد في أسرة من المعلمين، وأكمل دراسته في الفلسفة والآداب في جامعة فالنسيا، ثم حصل على درجة الدكتوراه من جامعة مدريد في يناير 1953 مع جائزة استثنائية.
حصل على درجة أستاذ في مدرسة التجارة في 1955 بعد اجتيازه امتحانًا تنافسيًا، ودرّس مادة التاريخ في أوفييدو وبامبلونا بالتتابع.
كانت أعماله التعليمية والبحثية في البداية مرتبطة بمدينة أوفييدو، حيث شغل منصب أستاذ التاريخ في مدرسة التجارة بالمدينة، وحصل على كرسي في علم المخطوطات والدبلوماسية في جامعة أوفييدو في يوليو 1966، رغم أنه ظل مقيمًا في نافارا حتى تقاعده في 1997.
بعد انتقاله إلى بامبلونا، استمر في التدريس كأستاذ تاريخ في مدرسة التجارة بالمدينة، وواكب ذلك بإعطاء دروس في مدرسة التاريخ في استوديو جنرال، التي أصبحت فيما بعد جامعة نافارا حيث ترأس بين 1986 و1990 قسم علم المخطوطات والدبلوماسية في كلية الفلسفة والآداب، وكان نائب عميد الكلية. بالإضافة إلى ذلك، استمر في التدريس حتى تقاعده، وظل أستاذًا شرفيًا حتى وفاته.

## الأعمال
ركز عمله على مجالين جغرافيين تاريخيين محددين للغاية: أوفييدو ونافارا.
فيما يتعلق بـ أوفييدو، قام بتنظيم الأرشيفات الوثائقية العصور الوسطى في أرشيف كاتدرائية أوفييدو، حيث نشر بها اثنين من أهم الأعمال التي تخص تاريخ العصور الوسطى في أوفييدو:
فهرس المخطوطات من كاتدرائية أوفييدو (1957) و
مجموعة من الوثائق الخاصة بكاتدرائية أوفييدو (1962).
كما أن هناك عملًا هامًا آخر للمدينة وهو سانكتا أوفيتنسيس. كاتدرائية أوفييدو، مركز الحياة الحضرية والريفية في القرنين الحادي عشر والثالث عشر (1962).
من ناحية أخرى، في عام 1961، منحته بلدية أوفييدو الجائزة الأولى في المسابقة التي نظمتها بمناسبة الذكرى الثانية عشرة من تأسيس مدينة أوفييدو، وذلك عن المقال الذي نشره غارسيا لاراغويتا في صحيفة يا والذي كان بعنوان "تأسيس أم ولادة مدينة أوفييدو؟".
فيما يتعلق بـ نافارا، تبرز أعماله بشكل خاص:
الأولوية الكبرى لنافارا في رتبة فرسان سانت يوحنا من القدس، 1957. كانت هذه النشر أطروحته للدكتوراه، مكونة من مجلدين. وفي هذا العمل، أشار خوسيه ماريا لاكارا إلى أن «السلسلة الغنية من الوثائق التي تم جمعها هنا تشكل مادة من الدرجة الأولى لدراسة الطبقات الخدمية وعمومًا الطبقات الاجتماعية في نافارا؛ ... كما سيجد مؤرخ اللغة مجموعة رائعة ومتنوعة من النصوص لدراسة الرومانسية النابرية وأحيانًا اللغة البروڤنسية».
بالإضافة إلى العديد من المقالات، تبرز مساهماته في الأعمال الجماعية في نفس مجال فرسان سانت يوحنا مثل:
1989: فرسان سانت يوحنا في نافارا: القرن الرابع عشر
1990: نظام التكليفات في الوثائق الخاصة بفرسان سانت يوحنا من القرن الرابع عشر
وفي مجال الفيلوجرافيا والتأريخ الدبلوماسي، هناك العديد من الأعمال البارزة التي تستحق الذكر:
- 1954: "مساهمة في السجلات النابارية في القرن الثالث عشر". في مجلة الأرشيفات والمكتبات والمتاحف، المجلد LX-2 من يوليو-ديسمبر.

- 1957: "فهرس المخطوطات في كاتدرائية أوفييدو". أوفييدو، معهد الدراسات الأستورية.

- 1962: "مجموعة وثائق كاتدرائية أوفييدو". أوفييدو، معهد الدراسات الأستورية.

- 1962: "سانكتا أوفيتينس: كاتدرائية أوفييدو، مركز الحياة الحضرية والريفية في القرون الحادي عشر إلى الثالث عشر". مدريد، المجلس الأعلى للبحوث العلمية، مدرسة الدراسات الوسطى.

- 1976: "الأرشيف الرعوي لسان سيرنين في بامبلونا. مجموعة دبلوماسية حتى عام 1400". بامبلونا، حكومة نافارا. سلسلة "النصوص الوسطى".

- 1976: "التأريخ (العصر الوسيط)". منشورات جامعة نافارا.

- 1983: "وثائق ملوك بامبلونا في القرن الحادي عشر". في فوليا بودابستينا، الصفحات 7-22.

- 1984: "الغلاسات الإميليانين". تحقيق ودراسة. لوغرويو، معهد الدراسات الريوانية. سلسلة "مكتبة المواضيع الريوانية"، 54.

- 1987: "تأكيد الامتيازات الملكية اعتبارًا من القرن الخامس عشر".

- 1988: "الانقسام في السكرتارية الملكية لنافارا". مقال تم تقديمه في المؤتمر العالمي الثاني لبلاد الباسك.

- 1989: "السلطة والهيبة: إقليمية التوثيق في مملكة نافارا". التوثيق العام والوثيقة الخاصة: من الأصول حتى القرن الرابع عشر: أعمال المؤتمر الدولي السابع في الدبلوماطية، فالنسيا، 1986، المجلد 1، الصفحات 201-244.

- 1990: "وثائق نافارية باللغة الأوكسيتانية". المصادر الوثائقية في العصور الوسطى في إقليم بلاد الباسك. جمعية الدراسات الباسكية.

- 1990: "تأملات حول تاريخ ترقيم المخطوطات بالكتابة الفيسيجوثية". أعمال المؤتمر السابع للجنة الدولية للفيلوجرافيا اللاتينية، 1990، الصفحات 51-58.

- 1998: "التأريخ التاريخي". منشورات جامعة نافارا.